# American Girl (film)
American Girl è un film statunitense del 2002 diretto da Jordan Brady.

## Trama
Rena è un'adolescente ingenua e con tendenze suicide, il cui padre John sta scontando una lunga pena detentiva. Ha una visione idealistica del padre. Il suo fidanzato, il popolare Kenton, la usa solo per scopi sessuali, e le altre adolescenti la prendono in giro senza sosta. Alla fine rimane incinta del bambino di Kenton, che non vede l'ora di tenere.
Rena e la sua famiglia - la madre Madge, la sorellastra Barbie e il fratello Jay - si recano al carcere di John per il picnic annuale di famiglia su insistenza di Rena, nonostante il disagio della famiglia. Le cose sembrano andare per il meglio, ma alla fine lui diventa violento e arrabbiato. Rena dice al padre di essere incinta, una notizia che John non gestisce bene. Jay, che è segretamente gay, si allontana per visitare il carcere con un altro detenuto di nome Buddy. Barbie, che visitava regolarmente il carcere di nascosto e che ha una relazione con il patrigno, si intrufola nelle roulotte per le visite coniugali per fare sesso con John. Dopo essere stata scoperta da Buddy e Jay, gli altri detenuti guardano Buddy far strillare Barbie come un maiale in cambio del suo rifiuto di denunciarla alla madre. Rena lega con Faye, una donna ricoverata in un istituto che sta anche lei superando l'ansia e le tendenze suicide. Jay e Buddy si legano e, al termine del giro di sorveglianza, Buddy taglia i capelli a Jay.
Madge scopre in seguito dall'agente di sorveglianza della famiglia, il vice Richard, che suo marito ha una relazione. Mentre Madge aggredisce John, Jay e Buddy si baciano segretamente appassionatamente prima che Buddy torni in cella. Quando le guardie arrestano John, inciampa all'indietro e cade addosso a Rena. Rena corre in bagno, scoprendo di aver perso il bambino e di aver sanguinato. Rompe una cornice e usa i frammenti di vetro per tagliarsi i polsi, ma Jay la salva appena in tempo.
Madge e i bambini si rendono conto che John non cambierà i suoi modi violenti e che continuare a sostenerlo ha frenato la famiglia. Madge annuncia che si trasferirà con la famiglia in Florida, a Disneyworld, e Rena finalmente affronta suo padre. John è sollevato di non essere più incinta, e Rena gli si avventa contro infuriata. Dopo essere stata riportata alla realtà dai suoi fratelli, Rena si rende conto che i suoi "cari" ricordi del rapporto con il padre erano solo illusioni.
Rena racconta a Kenton dell'aborto spontaneo del loro bambino e, quando lui le mostra indifferenza, lo lascia e fa finire la sua preziosa auto in una piscina. Rena taglia i ponti con suo padre, Barbie trova lavoro come manicure, mentre Jay viene ammesso a una scuola di cucina in California. Mentre Rena, Madge e Jay lasciano casa per la Florida, Rena osserva che l'unica cosa che ricorda del picnic è la partenza.